# Hippomedon
Hippomedon is een geslacht van vlokreeften uit de familie van de Lysianassidae. De wetenschappelijke naam van het geslacht is voor het eerst geldig gepubliceerd in 1871 door Axel Boeck.
Hippomedon is een groot geslacht met een wereldwijde verspreiding. De twee soorten die Boeck bij Hippomedon indeelde, Hippomedon holbolli en Hippomedon abyssi, kwamen voor in de noordelijke Atlantische Oceaan en de Noordelijke IJszee. Hippomedon geelongi, Hippomedon rodericki en Hippomedon tasmanicus zijn enkele soorten uit het zuidelijk halfrond (Australië, Tasmanië).

## Soorten[2]
- Hippomedon ambiguus Ruffo, 1946
- Hippomedon angustimanus Gurjanova, 1962
- Hippomedon antitemplado J.L. Barnard, 1961
- Hippomedon bandae Pirlot, 1933
- Hippomedon benthedii Ledoyer, 1986
- Hippomedon bidentatus Chevreux, 1903
- Hippomedon bioculatus Dang & Le, 2012
- Hippomedon bohaiensis Ren, 2012
- Hippomedon brevicaudatus Ledoyer, 1986
- Hippomedon bruuni (Reid, 1951)
- Hippomedon coecus (Holmes, 1908)
- Hippomedon columbianus Jarrett & Bousfield, 1982
- Hippomedon concolor J.L. Barnard, 1961
- Hippomedon denticulatus (Spence Bate, 1857)
- Hippomedon frigidus Stephensen, 1923
- Hippomedon geelongi Stebbing, 1888
- Hippomedon gorbunovi Gurjanova, 1929
- Hippomedon granulosus Bulyčeva, 1955
- Hippomedon hake Lowry & Stoddart, 1983
- Hippomedon hippolyte Kilgallen & Lowry, 2015
- Hippomedon holbolli (Krøyer, 1846)
- Hippomedon hurleyi Kilgallen, 2009
- Hippomedon incisus K.H. Barnard, 1930
- Hippomedon iugum Kilgallen, 2009
- Hippomedon keldyshi G. Vinogradov, 1994
- Hippomedon kergueleni (Miers, 1875)
- Hippomedon longimanus Stebbing, 1888
- Hippomedon macrocephalus Bellan-Santini, 1972
- Hippomedon major (K.H. Barnard, 1932)
- Hippomedon massiliensis Bellan-Santini, 1965
- Hippomedon mercatoris Pirlot, 1939
- Hippomedon multidentatus Schellenberg, 1925
- Hippomedon nasutus Stephensen, 1923
- Hippomedon normalis (K.H. Barnard, 1955)
- Hippomedon oculatus Chevreux & Fage, 1925
- Hippomedon onconotus (Stebbing, 1908)
- Hippomedon pacificus Gurjanova, 1962
- Hippomedon pensacola Lowry & Stoddart, 1997
- Hippomedon pluriarticulatus Dang & Le, 2012
- Hippomedon propinqvus G.O. Sars, 1890
- Hippomedon punctatus Gurjanova, 1962
- Hippomedon reticulatus Stephensen, 1923
- Hippomedon robustus G.O. Sars, 1895
- Hippomedon rodericki Moore, 1989
- Hippomedon rylovi Gurjanova, 1933
- Hippomedon serratipes Stephensen, 1923
- Hippomedon serratus Holmes, 1903
- Hippomedon similis Schellenberg, 1925
- Hippomedon spinimana Ren, 2012
- Hippomedon strages J.L. Barnard, 1964
- Hippomedon striolatus Stephensen, 1923
- Hippomedon subrobustus Hurley, 1963
- Hippomedon tasmanicus J.L. Barnard, 1961
- Hippomedon tenax J.L. Barnard, 1966
- Hippomedon tourville Kilgallen & Lowry, 2015
- Hippomedon tracatrix J.L. Barnard, 1971
- Hippomedon tunisiacus Stephensen, 1915
- Hippomedon vao Lowry & Stoddart, 1994
- Hippomedon zetesimus Hurley, 1963